# Heinrich Epskamp
Heinrich Epskamp (* 1942 in Wiener Neustadt) ist ein deutscher Soziologe.

## Leben
Er wuchs in Bonn auf. Nach dem Abitur am Pädagogium (heute Otto-Kühne-Schule) in Bad Godesberg im Jahr 1965 nahm Epskamp das Studium der Soziologie und Volkswirtschaftslehre an den Universitäten Köln und Bonn auf. 1967 wechselte er an die Ludwig-Maximilians-Universität München (LMU) und schloss dort als Diplom-Soziologe ab. 1968 wurde Epskamp Assistent von Friedhelm Neidhardt an der Akademie für Gemeinwirtschaft in Hamburg und promovierte parallel bei Emerich K. Francis in München, mit dem Thema Theorien des wissenschaftlichen Fortschritts. Bis 2005 war er als Professor für Soziologie und Vizepräsident an der Hochschule für Wirtschaft und Politik (HWP) tätig. Von 2005 bis zur Emeritierung im Jahr 2007 wirkte Epskamp als Professor für Soziologie an der Universität Hamburg und stellvertretender Dekan an der dortigen Fakultät für Wirtschaft und Sozialwissenschaften.

## Werk und Wirken
Epskamp kann als eine der zentralen Personen angesehen werden, die den Fachbereich Soziologie an der Hochschule für Wirtschaft und Politik von 1968 bis zur Auflösung der HWP nachhaltig geprägt haben. Die Arbeits- und Forschungsschwerpunkte Epskamp lagen in der Wissenschaftssoziologie, der Studienreform, Lernenden Organisationen und Arbeitsmarktproblemen.